# Ке-Нтем
Ке-Нтем (фр. Kie Ntem; исп. и порт. Kié-Ntem) — одна из 7 провинций в Экваториальной Гвинее.
- Административный центр — город Эбебьин.
- Площадь — 3 943 км², население — 183 664 человек (2015 год)[1].

## География
Расположена на северо-востоке Континентального региона Рио-Муни. На западе граничит с провинцией Центро-Сур, на юге с провинцией Веле-Нзас, на севере с Камеруном, на востоке с Габоном.

## Административное деление
Провинция делится на 6 муниципалитетов:
- Эбебьин (Ebibeyín)
- Биджабиджан (Bidjabidján)
- Микомесенг (Micomeseng)
- Нкуе (Ncue)
- Нсанг (Nsang)
- Нсок (Nsok)